# فرانچسکا اینائودی
فرانچسکا اینائودی (ایتالیایی: Francesca Inaudi؛ زادهٔ ۸ دسامبر ۱۹۷۷) بازیگر اهل ایتالیا است. وی دو مرتبه نامزد دریافت روبان نقره‌ای بهترین بازیگر زن شده است.
از فیلم‌ها یا برنامه‌های تلویزیونی که وی در آن نقش داشته است، می‌توان به دوزخ و حوزه استحفاظی اشاره کرد.